# Ciężkowo
Ciężkowo – wieś w Polsce położona w województwie kujawsko-pomorskim, w powiecie nakielskim, w gminie Szubin.

## Podział administracyjny
W latach 1975–1998 miejscowość administracyjnie należała do województwa bydgoskiego.

## Demografia
Według Narodowego Spisu Powszechnego (III 2011 r.) liczyła 204 mieszkańców. Jest 26. co do wielkości miejscowością gminy Szubin.

## Straż pożarna
Na terenie wsi od 27 czerwca 1909 r. działa jednostka Ochotniczej Straży Pożarnej OSP Ciężkowo. Dawniej istniał tam również ośrodek zdrowia.

## Obiekty sakralne
Centralnym obiektem miejscowości jest zabytkowa poewangelicka świątynia św. Stanisława Biskupa, funkcjonująca aktualnie jako kościół filialny parafii słupeckiej. W nocy 28/29 listopada 2017 doszło do pożaru dachu świątyni, który spłonął doszczętnie. W zbieranie środków na jego odbudowę zaangażowała się cała diecezja bydgoska.